# Град Свияжск (малый ракетный корабль)
«Град Свияжск» — малый ракетный корабль проекта 21631 «Буян-М», является головным кораблём проекта.

## История строительства
В тендере на строительство кораблей проекта 21631 участвовало девять судостроительных предприятий. Тендер был выигран Зеленодольским ССЗ 17 мая 2010 года, а уже 28 мая был подписан контракт на строительство кораблей данной серии.
Корабль «Град Свияжск» был заложен 27 августа 2010 года в 11 часов дня и стал первым головным кораблём этого проекта.
На церемонии закладки присутствовали премьер-министр Республики Татарстан И. Ш. Халиков, командующий Каспийской флотилией контр-адмирал В. В. Куликов, заместитель Начальника департамента ВМФ ФГУП «Рособоронэкспорт» В. Ю. Комаров, главный наблюдающий ВМФ проекта 21631 С. Н. Михеев и другие.
Корабль поименован в честь Свияжска — города-крепости, построенного Иваном Грозным в 1551 году в качестве базы для осады Казани, ныне — села в Зеленодольском районе Татарстана.
Корабль был спущен на воду 9 марта 2013 года.
17 июня МРК «Град Свияжск» начал переход из г. Зеленодольск (Республика Татарстан) на Каспийскую флотилию. 24 июня 2013 года прибыл в пункт базирования Каспийской флотилии — город Астрахань.
10 июля 2013 года начаты заводские ходовые испытания корабля.
В начале августа 2013 года первый раз вышел в море для прохождения ЗХИ.
27 сентября «Град Свияжск» успешно провел первую стрельбу по морской цели в Каспийском море. Стрельба выполнена высокоточной крылатой ракетой из современного корабельного ракетного комплекса «Калибр».
По данным на 15 апреля 2014 года вышел в Каспийское море для испытаний при неблагоприятных гидрометеорологических условиях (в штормовом море).
С 5 по 8 мая 2014 года МРК «Град Свияжск» и «Углич», наряду с другими кораблями флотилии, участвуют в двустороннем зачётном тактическом учении в Каспийском море.
Поднятие флага осуществлено 27 июля 2014 года.

## Служба

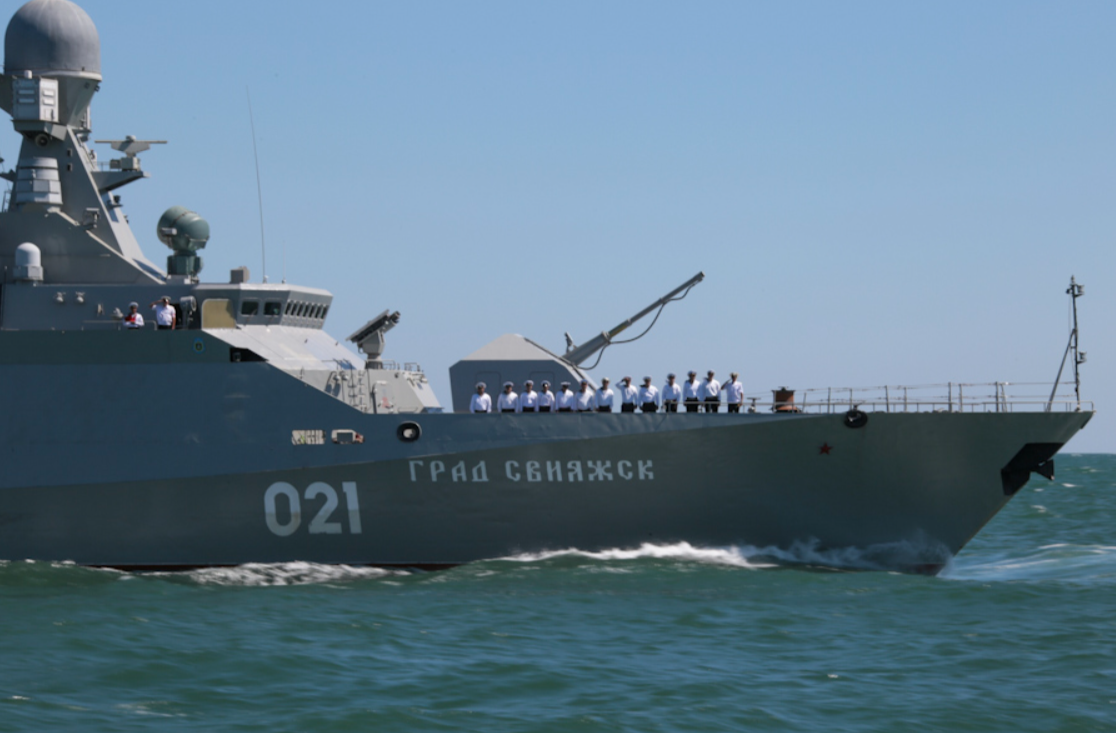
МРК Град Свияжск. 2015 год

В 2014 году МРК «Град Свияжск» и однотипный «Углич» совместно с недавно вступившей в строй ЗГ РЛС «Подсолнух» провели учения по обнаружению надводных и воздушных целей с последующей выдачей целеуказаний на применение ракетного и артиллерийского оружия.
10 августа 2015 года экипаж МРК «Град Свияжск» стал победителем международного конкурса «Кубок Каспия — 2015».
7 октября и 20 ноября 2015 года во время военной операции России в Сирии МРК «Град Свияжск» в составе группы из четырёх кораблей Каспийской флотилии нанёс удары крылатыми ракетами «Калибр» из назначенного района акватории Каспийского моря по объектам инфраструктуры Исламского государства.
В конце апреля 2016 года находясь в составе 28 боевых кораблей, катеров и судов обеспечения Каспийской флотилии, таких как ракетный корабль «Дагестан», малые ракетные корабли «Углич», «Великий Устюг», малые артиллерийские корабли «Волгодонск» и «Махачкала» выполнял учебно-боевые задачи. В рамках учений был задействован комплекс ракетных и артиллерийских стрельб по морским, береговым и воздушным целям. Также был применен ракетный комплекс «Калибр-НК» и артиллерийские установки А-190 и «Дуэт».
С 15 по 22 августа 2016 года, находясь в составе более 20 боевых кораблей, катеров и судов обеспечения Каспийской флотилии принимал участие в двусторонних тактических учениях в ходе которых были выполнены артиллерийские стрельбы и электронные ракетные пуски по морским, воздушным и береговым целям.
В сентябре 2016 года в ходе проведения стратегических командно-штабных учений «Кавказ-2016» при помощи ракетного комплекса «Калибр-НК» успешно поразил береговую цель, имитирующую командный пункт противника, на расстоянии 180 километров.
15 сентября 2016 года, находясь в составе около 20 боевых кораблей, катеров и судов обеспечения Каспийской флотилии, принимал участие в совместных учениях по противовоздушной обороне с отражением ударов условного противника во взаимодействии с центрами управления корабельных соединений и корабельными расчетами.
В октябре 2016 года, действуя совместно с флагманом ракетным кораблем «Татарстан», выполнял задачи сбор-похода (с целью совершенствования морской выучки экипажей) в Каспийском море в ходе которого был осуществлен заход в порт Бендер-Энзели Исламской Республики Иран, а позднее заход с дружественным визитом в порт Актау Республики Казахстан.
16 декабря 2016 года в составе группы Каспийской флотилии провел совместные учения по обнаружению надводных и воздушных целей, в которых была задействована загоризонтная радиолокационная станция «Подсолнух» с получением целеуказания на применение ракетного и артиллерийского вооружения.
9 марта 2017 года, действуя в составе группы однотипных МРК «Углич» и «Великий Устюг», обеспечил встречу отряда боевых кораблей ВМС Исламской Республики Иран (эсминец «Дамаванд» и ракетный катер «Дерафш») прибывших в Махачкалу с неофициальным визитом.
25 апреля 2017 года в составе группы корабли Каспийской флотилии России вышел в море в рамках внезапной проверки боевой готовности.
5 июня 2017 года во время рабочей поездки в Астрахань МРК «Град Свияжск» посетил Министр обороны России генерал армии Сергей Шойгу и лично провел учебно-боевую тренировку с экипажем в ходе которой были проведены условные пуски крылатых ракет «Калибр-НК».
С 13 по 17 июля 2017 года действуя в составе группы однотипных МРК «Углич» и «Великий Устюг», провел учебные ракетные и артиллерийские стрельбы по морским, береговым и воздушным целям, а также электронные пуски из ракетного комплекса «Калибр-НК».
23 июля 2017 года прибыл в столицу Азербайджана — порт Баку для участия в международных состязаниях «Кубок моря — 2017», которые пройдут с 1 по 11 августа 2017 года.
14 августа 2017 года возвратился в пункт базирования Махачкала. По результатам конкурса «Кубок моря-2017» МРК «Град Свияжск» и сторожевой корабль G-124, Военно-морских сил Республики Азербайджан набрали равное количество баллов и поделили между собой первое место.
25 сентября 2017 года в составе группы кораблей Каспийской флотилии принимал участие
в совместных учениях по обнаружению надводных и воздушных целей с последующей выдачей целеуказаний кораблям на применение ракетного и артиллерийского вооружения с использованием загоризонтной радиолокационной станции (РЛС) «Подсолнух».
9 октября 2017 года в составе группы кораблей принимал участие в плановых учениях с комплексом ракетных и артиллерийских стрельб по морским, береговым и воздушным целям, завершающих боевую подготовку корабельных соединений Каспийской флотилии в летнем периоде обучения 2017 года.
12 октября 2017 года в ходе зачетных учений успешно выполнил ракетные стрельбы из комплекса «Калибр-НК» по морской и береговой целям.
В июне 2018 года совершил межбазовый переход с однотипным кораблем МРК «Великий Устюг» на Черноморский флот.
17 июня 2018 года совершил переход с однотипным кораблем МРК «Великий Устюг» в Средиземное море, где вошел в состав сил постоянного соединения Военно-Морского Флота в дальней морской зоне и приступил к выполнению поставленных задач.

## Командиры
- капитан 3 ранга Алексей Гордеев[33].